# Вулиця Сріблиста (Львів)
Вулиця Сріблиста (в деяких джерелах — Срібляста) — вулиця у Шевченківському районі міста Львів, місцевість Замарстинів. Пролягає від вулиці Замарстинівської углиб забудови в напрямку вулиці Варшавської, завершується глухим кутом. Прилучаються два проїзди до вулиці Сеньковича.

## Історія та забудова
Вулиця виникла у складі села Замарстинів, не пізніше 1956 року зафіксовано її офіційну назву — Ясна. Сучасна назва — з 1958 року.
Забудована одно- та двоповерховими будинками 1930-х років у стилі конструктивізму, є і сучасні садиби.